# Wurzel-Jesse-Fenster (Moulins)

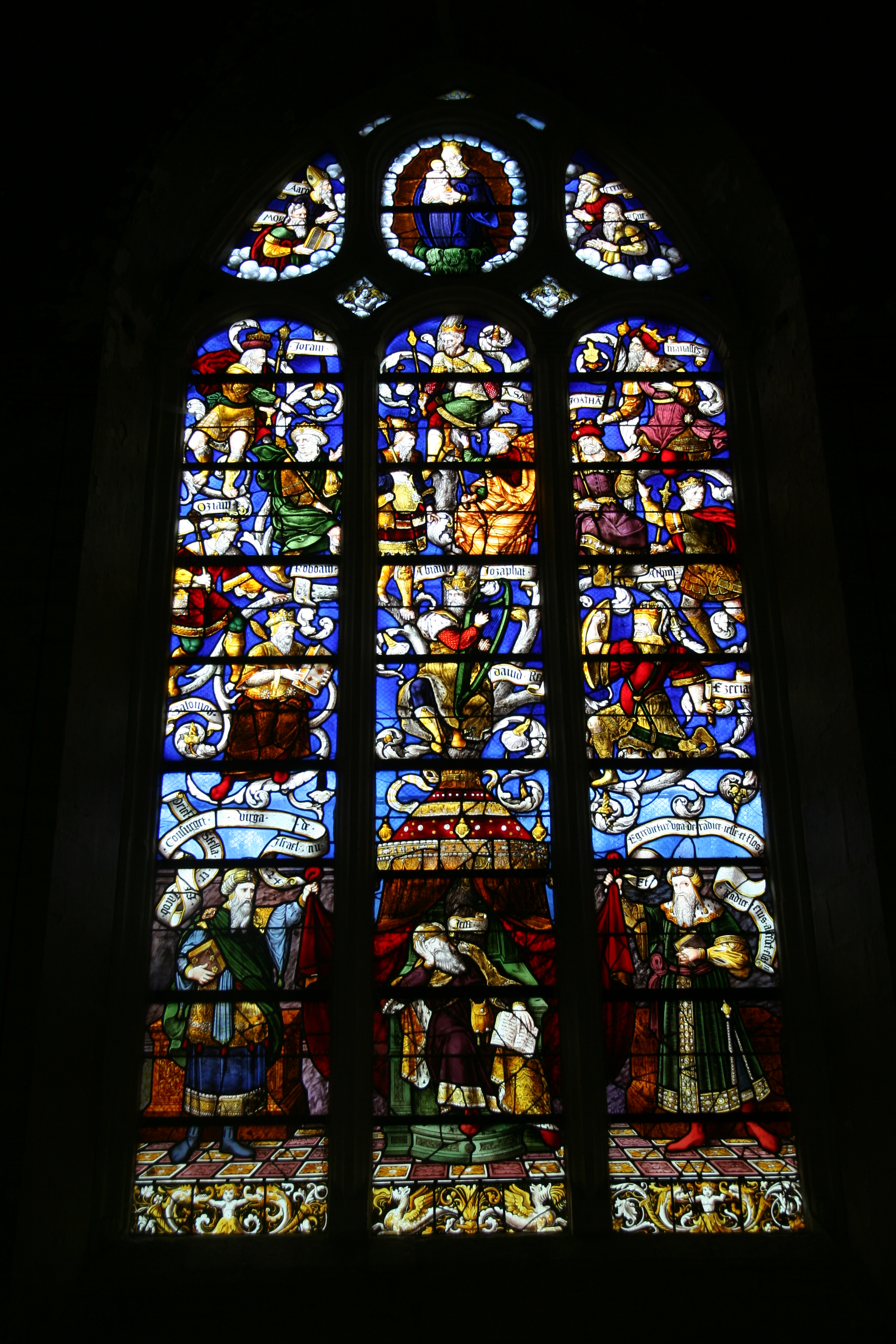
Wurzel-Jesse-Fenster in Moulins (Ille-et-Vilaine)

Das Wurzel-Jesse-Fenster in der katholischen Pfarrkirche St-Martin in Moulins, einer französischen Gemeinde im Département Ille-et-Vilaine in der Region Bretagne, wurde um 1575 geschaffen. Das Bleiglasfenster wurde 1907 als Monument historique in die Liste der geschützten Objekte (Base Palissy) in Frankreich aufgenommen.
Das dreigeteilte Fenster (Nr. 3) im nördlichen Querschiff, 4,20 Meter hoch und 2,10 Meter breit, wurde im Atelier von Michel Bayonne in Rennes geschaffen, das viele Kirchenfenster in der Region schuf. Es zeigt die Wurzel Jesse, ein weit verbreitetes Bildmotiv der christlichen Kunst des Mittelalters und der frühen Neuzeit. Es wird der Stammbaum Christi in Gestalt eines Baumes dargestellt, der aus der Figur Jesses herauswächst, des Vaters König Davids. Jesse wird schlafend gezeigt und als folgende Zweige des Baumes erscheinen David und weitere elf Könige Israels. Den Abschluss bildet die Darstellung Marias mit dem Jesuskind.
Neben dem Wurzel-Jesse-Fenster ist noch das Passionsfenster in der Kirche aus der Zeit der Renaissance erhalten.

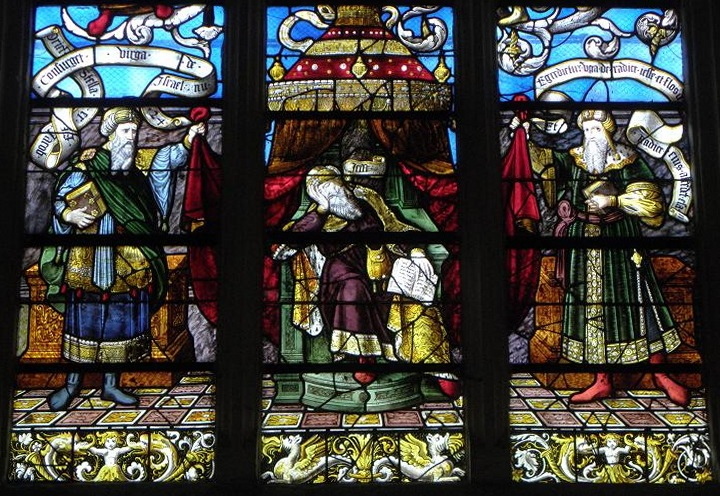
Jesse im Schlaf (Mitte)
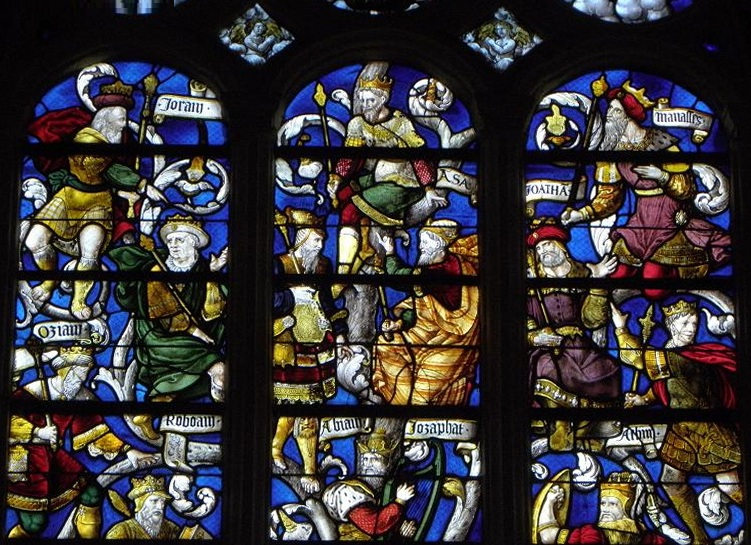
Könige Israels
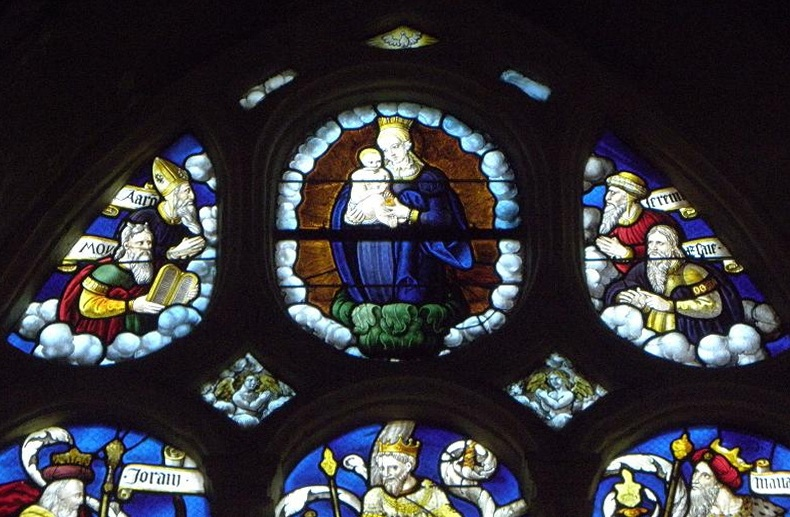
Maria mit Kind, darüber die Taube als Symbol des Heiligen Geistes